# Basjun
Basjun (arab. بسيون) – miasto w Egipcie, w muhafazie Al-Gharbijja. W 2006 roku liczyło 53 226 mieszkańców.